# Дюкло-Лассаль, Жильбер
Жильбе́р Дюкло́-Ласса́ль (фр. Gilbert Duclos-Lassalle; род. 25 августа 1954, Лембье) — бывший французский профессиональный шоссейный и трековый велогонщик. Двукратный победитель гонки Париж-Рубе.

## Карьера
Жильбер Дюкло-Лассаль в качестве любителя в 1975 году стал победителем многодневки Тур Новой Каледонии.
В 1977 году стал профессиональным гонщиком, подписав контракт с французской велосипедной командой Peugeot.
В 1979 году француз впервые проехал Тур де Франс и занял на нём 46-е место. Через год Дюкло-Лассаль стал победителем весенней гонки Париж — Ницца, а на легендарной классике Париж — Рубе остановился в шаге от победы, уступив только итальянскому гонщику Франческо Мозеру.
В 1980-х годах француз добивался наибольших успехов во французских классиках. Он побеждал на гонках Бордо — Париж , Гран-при Фурми, дважды первенствовал на Гран-при Плуэ. На Тур де Франс 1987 года Дюкло-Лассаль выиграл классификацию промежуточных спринтов благодаря активному участию в отрывах.
В 1992 году 37-летний француз сенсационно выиграл Париж — Рубе благодаря одиночному отрыву, обойдя ближайшего преследователя Олафа Людвига на 20 секунд. Несмотря на солидный возраст Дюкло-Лассаль смог успешно защитить звание победителя «северного ада» в 1993 году. На велодроме в Рубе только фотофиниш смог разделить его и итальянца Франко Баллерини, который поднял руки в победном жесте на финише, но по результатам просмотра фотофиниша стал лишь вторым.
Жильбер Дюкло-Лассаль завершил карьеру в 1995 году. Его сын Эрве пошёл по стопам отца, также  был профессиональным велогонщиком, участвовал в Тур де Франс.
Одна из секций брусчатки на Париж — Рубе названа в честь Дюкло-Лассаля "Pont Gibus" (Gibus - мужской головной убор и прозвище француза).